# Grote Prijs Raf Jonckheere 2008
De 58e editie van de Belgische wielerwedstrijd Grote Prijs Raf Jonckheere werd verreden op 28 juli 2008. De start en finish vonden plaats in Westrozebeke. De winnaar was Sven Vanthourenhout, gevolgd door Jean Zen en Frank Dressler-Lehnhof.

## Uitslag
| Grote Prijs Raf Jonckheere 2008 |                     |                                    |      |
| Plaats                          | Naam                | Ploeg                              | Tijd |
| Winnaar                         | Sven Vanthourenhout | Sunweb-Pro Job                     |      |
| 2                               | Jean Zen            | Roubaix-Lille Métropole            |      |
| 3                               | Frank Dressler      | Mitsubishi-Jartazi                 |      |
| 4                               | Nic Ingels          | Topsport Vlaanderen                |      |
| 5                               | Mitchell Docker     | Drapac-Porsche Development Program |      |
| 6                               | Jonas Van Genechten | Groupe Gobert.com                  |      |
| 7                               | Florian Vachon      | Roubaix-Lille Métropole            |      |
| 8                               | Jens Renders        | Palmans-Cras                       |      |
| 9                               | Kristof Vandewalle  | Quick Step                         |      |
| 10                              | James Vanlandschoot | Mitsubishi-Jartazi                 |      |

1951 · 1952 · 1953 · 1954 · 1955 · 1956 · 1957 · 1958 · 1959 · 1960 · 1961 · 1962 · 1963 · 1964 · 1965 · 1966 · 1967 · 1968 · 1969 · 1970 · 1971 · 1972 · 1973 · 1974 · 1975 · 1976 · 1977 · 1978 · 1979 · 1980 · 1981 · 1982 · 1983 · 1984 · 1985 · 1986 · 1987 · 1988 · 1989 · 1990 · 1991 · 1992 · 1993 · 1994 · 1995 · 1996 · 1997 · 1998 · 1999 · 2000 · 2001 · 2002 · 2003 · 2004 · 2005 · 2006 · 2007 · 2008 · 2009 · 2010 · 2011 · 2012 · 2013 · 2014 · 2015 · 2016 · 2017 · 2018 · 2019 · 2020 · 2021 · 2022